# Torricella
Torricella község (comune) Olaszország Puglia régiójában, Taranto megyében.

## Fekvése
Kis település a Salento északi részén.

## Története
A települést a 11. század végén alapították a tengerparti területekről, a folyamatos kalóztámadások elől menekülő lakosok. Első temploma a Santissima Trinita a 12. században épült fel. A 15. század során épült fel a település öttornyú erődítménye, mely egyike a legjobb állapotban megőrzött pugliai váraknak. A 15. századtól hűbéri birtok, majd 1806 után Sava, majd Lizzano községekhez tartozott. Önállóságát 1954-ben nyerte el, ezzel a megye legfiatalabb községe.

## Népessége
A népesség számának alakulása:

## Főbb látnivalói
- Castello - egy 11. századi őrtorony romjai.
- Santissima Trinita-templom - a 12. században épült.